# 5-Brom-4-chlor-3-indoxylphosphat
5-Brom-4-chlor-3-indoxylphosphat (BCIP), auch X-Phos, ist ein artifizielles, chromogenes Substrat für das Enzym Alkalische Phosphatase (AP).

## Eigenschaften
Das Enzym Alkalische Phosphatase hydrolysiert Indolylphosphat zu 5-Brom-4-chlorindolyl und Phosphat. Das 5-Brom-4-chlorindolyl wird vom Sauerstoff der Luft zum tiefblauen Farbstoff 5,5′-Dibrom-4,4′-dichlorindigo oxidiert.

Enzymatische Spaltung von X-Phos (BCIP) mittels der Alkalischen Phosphatase (AP) führt zur Bildung von 5-Brom-4-chlor-indolyl (1). Dieses bildet nach Oxidation an der Luft und Dimerisierung den blauen Farbstoff 5,5′-Dibrom-4,4′-dichlor-indigo (2).

Da BCIP in vielen Lösungsmitteln schwer löslich ist, wird entweder das Di-Natrium-Salz (wasserlöslich) oder häufiger das p-Toluidin-Salz (löslich in DMF) verwendet.

## Verwendung
In der Biochemie wird BCIP im Zuge einer Immunfärbung in Kombination mit NBT zur sensitiven Detektion des Enzyms Alkalische Phosphatase (AP) benutzt.